# Monbrunn
Pour les articles homonymes, voir Montbronn et Montbron.
Monbrunn est un petit village en Basse-Franconie en Bavière du nord, Allemagne. Il compte soixante dix habitants. Il a été élu en 2007 comme l'un des plus jolis villages de Bavière.
Le village est proche de la grande contrée boisée d'Odenwald et de la vallée du Main. Le secteur d'activité principal est l’agriculture. 
Monbrunn est un quartier de la ville de Miltenberg.